# Пјан дел Понте (Арецо)
Пјан дел Понте је насеље у Италији у округу Арецо, региону Тоскана.
Према процени из 2011. у насељу је живело 54 становника. Насеље се налази на надморској висини од 689 м.